# Leporacanthicus galaxias
Leporacanthicus galaxias és una espècie de peix de la família dels loricàrids i de l'ordre dels siluriformes.

## Morfologia
- Els mascles poden assolir 21,1 cm de longitud total.[1][2]

## Hàbitat
És un peix d'aigua dolça i de clima tropical (22 °C-25 °C).

## Distribució geogràfica
Es troba a Sud-amèrica: afluents meridionals dels rius Amazones, Madeira, Tocantins i Guamá. També és present a la conca del riu Ventuari (conca del riu Orinoco).